# 千葉歩
千葉 歩（ちば あゆみ、1996年8月4日 - ）は、日本の女子バスケットボール選手である。ポジションはシューティングガード。

## 来歴
岩手県出身。
東京学館新潟高校で全国大会を経験した後、専修大学に進み、インカレ5位。
2019年、新潟アルビレックスBBにアーリーエントリー。
2021年、シャンソンVマジックに移籍。
2023年2月22日、方向性の違いを理由にシャンソン化粧品を退団したことを発表。
2023年4月17日、東京羽田ヴィッキーズに加入